# Rhönite
La rhönite è un minerale.